# Pantopsalis coronata
Pantopsalis coronata is een hooiwagen uit de familie Monoscutidae.